# Братск

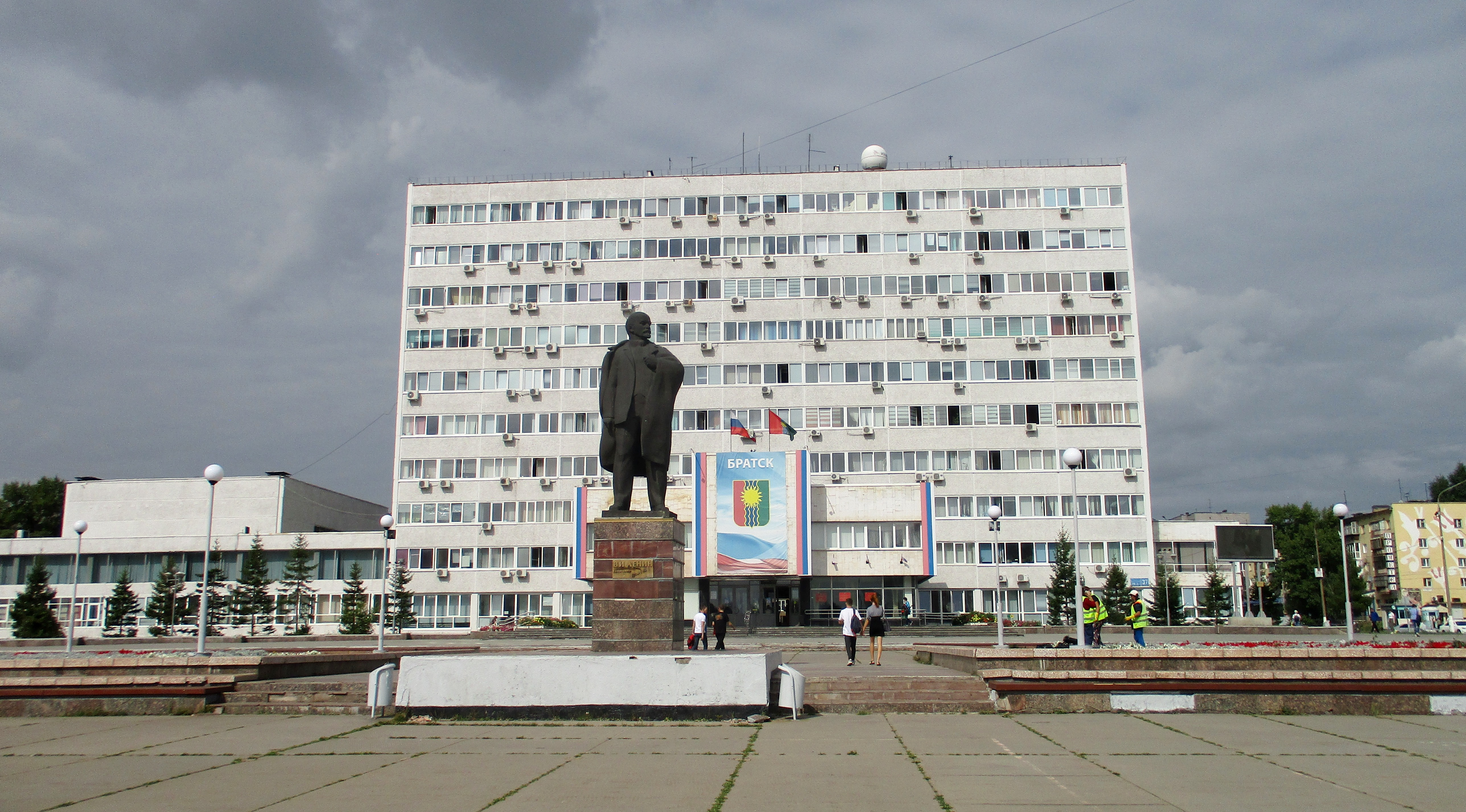
Администрация Братска

Братск — город в Иркутской области России. Административный центр Братского района (в состав которого не входит). Образует муниципальное образование город Братск со статусом городского округа как единственный населённый пункт в его составе.
Население города — 219 365 (2025) человек, четырнадцатый по численности населения город Сибири, девяностый по численности населения город России.
Расположен на берегах Братского водохранилища, образованного на реке Ангаре. Представляет собой агломерацию рассредоточенных жилых районов, разделённых значительными лесными массивами и водными пространствами. Жилые районы, различные по размеру и степени благоустройства — это бывшие посёлки, возникшие вблизи строившихся промышленных предприятий. Суммарная площадь территории города в пределах его городской черты составляет 262,94 км², площадь муниципального образования, включающая межселенные территории и части акватории Братского водохранилища, 459 км².

## Этимология
Название поселения происходит от искажённого названия бурят — «браты» — «братья».

## Общие сведения

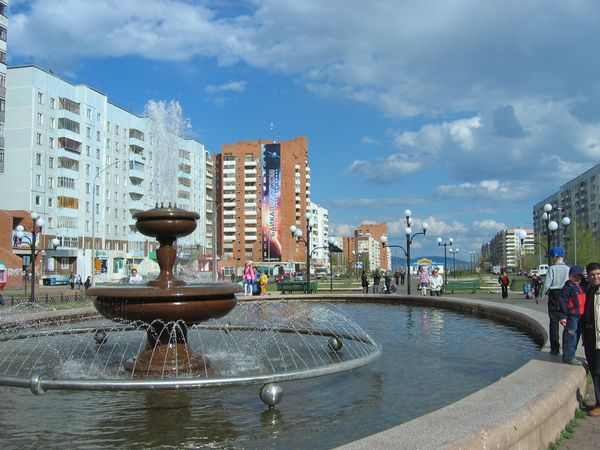
Фонтан на Советской улице

Братск расположен на северо-западе Иркутской области в центральной части Ангарского кряжа. Город возник в 1955 году, в связи со строительством Братской ГЭС, севернее старинного села Братск (Брацк, Братское), основанного как острог в 1631 году.
Братск является одним из крупнейших промышленных центров Приангарья.
Несмотря на то, что город расположен в суровых климатических условиях, вне зоны интенсивного освоения Восточной Сибири, экономико-географическое положение его относительно благоприятно и характеризуется развитой инфраструктурой (транзитная железная дорога (БАМ), автодороги федерального и регионального значения, ЛЭП, аэропорт (имеющий статус международного), высоким ресурсно-экономическим потенциалом (крупнейший в области промышленный город, электроэнергетические ресурсы Братской ГЭС, огромные водные ресурсы, судоходные и лесосплавные пути и т. п.). Братск выполняет функции важной опорной базы освоения северных районов Восточной Сибири и Дальнего Востока.
Город является вторым по численности населения в Иркутской области.
Является членом ассоциации сибирских и дальневосточных городов, ассоциации муниципальных образований северных территорий Иркутской области, союза городов Заполярья и Крайнего Севера.

## История

### Основание Братского острога
Первое зимовье «под Брацкими порогами» было поставлено в 1626 году отрядом казаков под руководством подьячего Енисейского острога Максима Перфильева.
Строительство острога, запланированное на 1630 год, было осуществлено в 1631 году. Первоначальное место для строительства острога было определено возле устья реки Оки, но, так как это место находилось почти в центре бурятских стойбищ, то оно было выбрано ближе к Падунскому порогу.

… а только дадут брацкие люди острог ставить на Тунгузке реке на левой стороне, и тот острог будет под самыми брацкими улусами, всего полднища ходу в лёгких стругах до Окинского устья.
18 июня Перфильев доложил енисейскому воеводе о завершении постройки Братского острожка:

… в двух плёсах у Брацкого порогу Падуна в Кодогоновых улусах на полднище ходу от устья Оки.
В 1633 осада острога князем Баяраканом, в 1634 — острог сожжён. В 1635 году боярский сын Николай Радуковский отстроил острог заново. 

«На правом берегу реки Оки, прямо среди бурятских летних пастбищ и покосов».
В 1636 году ангарские и удские буряты снова пытались уничтожить Братский острог из-за враждебного отношения к пришлым людям. Однако тогда это предприятие им не удалось, гарнизон острога отбил кочевников. Но в 1637 году острог всё же уничтожен.
В 1646 или 1648 году место для острог выбрали другое, но не у устья реки Оки, а напротив, на правом берегу Ангары, где близко к подножию вершин Братской и Монастырской располагались несколько деревень. В 1654 году Дмитрием Фирсовым острог был вновь перенесён в устье реки Оки, возможно сначала на её южную сторону, а затем на левый берег в 2 км выше её впадения в реку Ангару.
При неясности времени возникновения Братского острога будет осторожнее относить его построение к периоду между 1631 и 1654 гг., так как позже не встречается упоминаний о новом строительстве или о переносе острога на другое место.
Братский острог являлся преддверием к покорению Забайкалья. Первый по времени из числа построенных на бурятских землях, он имел громадное значение для русских: во-первых, как сторожевой пост, прикрывавший путь с Енисея на Лену; во-вторых, как опорный пункт для сбора ясака с бурят; в-третьих, как удобный пункт для снаряжения за Байкал экспедиций и как передовой разведочный пункт о землях, лежащих за Байкалом, и о народах, их населяющих.
Появление и незначительное развитие деревни Падун было обусловлено необходимостью создания лоцманской службы для провода судов через Падунский порог. Житницей селян были острова возле Падуна (порядка пятнадцати). Острова на Ангаре носили как нерусские названия — Инкей, Синикей, Кокидал, Турукань, Чубурун, Которой, Каутой, так и русские имена — Русский, Подкаменный, Верхний, Медвежий, Круглый и другие. Острова служили охотничьими, ягодными, грибными угодьями, на островных пашнях и покосах сеяли хлеб, заготавливали сено, на островные выгоны ежегодно переправляли сотни голов скота, овец, лошадей.

### Таёжная провинция
В течение всего XVII века Братский острог был приписан к Енисейскому острогу. С утратой военного значения острог превращается в село Братско-Острожное, в ряде источников — Братское, позднее — Братск.
28 декабря 1917 года в Братской волости была установлена Советская власть. В феврале 1918 года прошёл I волостной съезд Советов, который избрал волисполком во главе с Фёдором Вдовиным. Летом 1919 года в Братской волости начинается партизанская борьба, которая завершилась взятием Братска 3 декабря 1919 года. С 1926 года село Братское (Братский острог) — центр Братского района Тулунского округа.

### Рождение и развитие города
Город возник в связи со строительством Братской ГЭС, севернее посёлка Братска, затопленного водами Братского водохранилища.

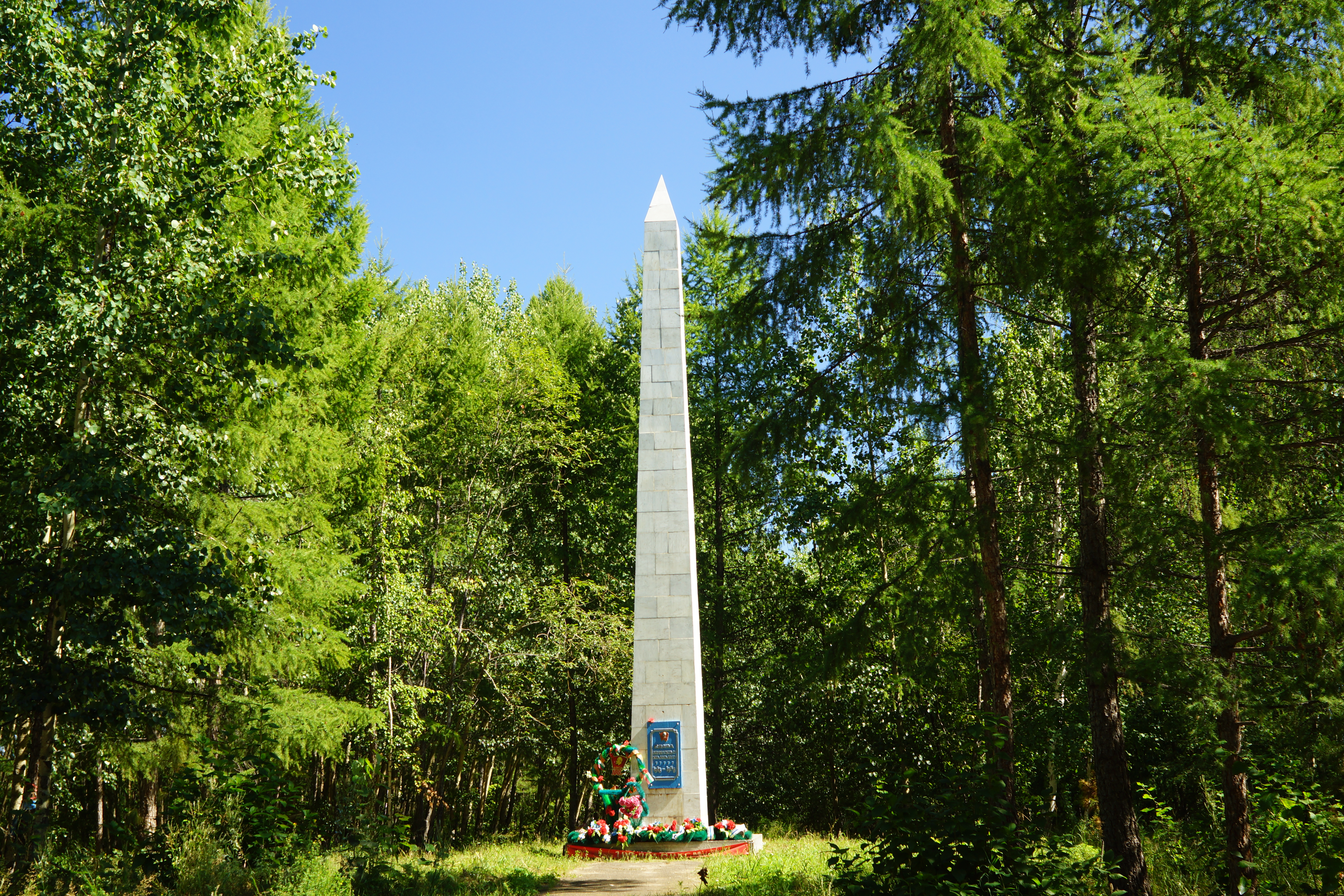
Мемориал комсомольцам-строителям Братской ГЭС, пос. Падун

В 1946 году СНК СССР принимает постановление «Об организации управления ангарского строительства» (Ангарстрой). 23 сентября 1954 года принято постановление о строительстве Братской гидроэлектростанции. 15 июля 1955 года строительство Братской ГЭС и города Братска было объявлено всесоюзной стройкой. 30 марта 1957 года завершено первое перекрытие Ангары (река перекрывалась более 9 часов). 26 июля 1961 года началось наполнение Братского водохранилища, 1 сентября 1961 года считается датой рождения Братского моря.
Только в Братском районе под перенос предназначалось 119 населённых пунктов, в том числе рабочий посёлок Заярск (6,4 тыс. жит., 1959). 29 августа 1961 года закончена эвакуация жителей старого Братска. В 1959 году существовали город Братск (51,5 тыс. жит., 1959) и рабочий посёлок Братск (15,8 тыс. жит., 1959).
В связи с сооружением Братского водохранилища село Братск было перенесено на новое место и в 1951 году преобразовано в рабочий посёлок. 12 декабря 1955 года он объединён с рядом других посёлков в город Братск.
Зелёный городок. Назван был по цвету 159 палаток, и городком (не посёлком, не селом) — с надеждой, что быть здесь городу. Первые палатки были установлены на левом берегу р. Ангары у Падунского порога в 1954 году для краткосрочного проживания, но простояли они два года. Позже Зелёный городок оброс щитовыми и брусовыми двухэтажными восьми- и шестнадцатиквартирными домами и временными хибарами. Были своя восьмилетняя школа, поликлиника, баня, столовая. Проживало в городке до шести с половиной тысяч человек. Прекратил своё существование Зелёный городок в марте-апреле 1961 году, а в сентябре этого же года был затоплен водохранилищем.
Современные жилые районы первоначально назывались посёлками.
Посёлок Падун. Весной 1956 года в нём начали ставить деревянные коттеджи, затем стали строить брусовые двухэтажные восьми- и шестнадцатиквартирные дома. Сначала Падун носил название посёлок Левого берега, затем — Пурсей, а в дальнейшем именовался Постоянным, потому что строился изначально на постоянной, не затопляемой будущим водохранилищем площади, по соседству с Зелёным городком и селом Падун, которые шли под снос. Наконец было решено сохранить для истории коренное наименование села Падун, присвоив его посёлку.
С 1957 по 1967 гг. посёлок Падун — центр города Братска: в нём после переезда из старого Братска находились горисполком и горком КПСС. С самого начала застройки Падун — центр Братскгэсстроя. В посёлке в многочисленных зданиях были расположены подразделения Братскгэсстроя, его управление, вычислительный центр, Гидропроект. Западную часть Падуна занимает возникший в пятидесятых годах массив индивидуальной жилой застройки (п. Индивидуальный).
Посёлок Энергетик. Эту часть города начали строить в 1959 году. Первоначально его называли Новым городом, но Энергетиком он стал, когда открыли почтовое отделение № 9. Посёлок Энергетик ближе всех других посёлков к Братской ГЭС; строился он для работников гидроэлектростанции и заводов строительной индустрии. В планировочной структуре всего Большого Братска Энергетик занял место города-спутника его Центрального жилого района.
Братское море. Посёлок основан в 1961 году для обслуживания железнодорожного разъезда «Братское море». При строительстве жилого района Южный Падун, Братское Море фактически вошло в его состав. В настоящее время о существовавшем когда-то населённом пункте «Братское море» напоминают только одноимённые остановочный пункт электропоездов на месте бывшей станции и автобусная остановка на автомобильной трассе «Вилюй».
Гидростроитель. Вначале посёлок назывался Правым берегом. К его возведению приступили в 1955 году. Рос он необыкновенно быстро: здесь создавалась основная, но временная производственная база строительства плотины Братской ГЭС. В честь строителей посёлок получил название Гидростроитель. С самого начала он застраивался деревянными домами барачного и квартирного типа. Как и в Падуне, здесь возник обширный массив индивидуальной застройки.
Осиновка возникла с крестьянской заимки, прилегающих осиновых перелесков, островков полей среди тайги и сенокосов в пойме реки Ангары. Эти места потом занял посёлок Гидростроитель. В конце 50-х при подготовке водохранилища возникла необходимость разместить на новом месте жителей посёлка Заярска и управление Ангарстроя, включая хозяйство железнодорожной станции, лесозаготовительный участок. В 1956 г. возникла железнодорожная станция Осиновка, а в 1961 году, когда был построен железнодорожный вокзал, станция получила название Гидростроитель. Из перевезённых жилых домов в Осиновке возник жилой массив Заярский, обособленный железнодорожной линией.
Посёлок Сухой возник в 1959 году. при подготовке Братского водохранилища, когда из посёлка Правобережного на новое место, на берегу залива р. Зябы, переносили Плехановскую лесоперевалочную базу. Много лет в Сухом располагалась геологоразведочная экспедиция. В декабре 1960 года посёлки Осиновка и Сухой были объединены в Осиновский поселковый совет депутатов трудящихся.
Центральный район. Первоначально строился для работников лесопромышленного комплекса (Центральный район так и называли район ЛПК), работников алюминиевого завода и жителей затопляемых поселений. Позднее он стал административным центром города.
Строительство города началось на так называемой Пьяновской площадке в 1958 году. В 1960 году развернулось интенсивное строительство. Сюда по утрам ехали из Падуна строители Братскгэсстроя, из старого Братска и Заярска — будущие переселенцы, решившие сами строить себе дома. В 1963 году оформляются застройкой и получают названия первые улицы: Мира, Подбельского, Комсомольская, Южная, Кирова.
Чекановский, Порожский, Строитель возникли для быстрого преодоления отставания жилищного строительства в Центральном районе. Эти деревянные посёлки были построены в качестве временных в зоне вредного воздействия предприятий. Такое расположение лишило посёлки перспективного развития и породило растянувшуюся на многие десятилетия проблему их ликвидации и переселения жителей.
27 декабря 1973 года был образован Падунский городской район, в его состав вошли посёлки Падун, Энергетик, Гидростроитель и Братское море.
20 октября 1980 года был образован Центральный городской район, ранее он числился как «часть города без районов».
В 1999 году в состав города включены рабочие посёлки Осиновка, Порожский, Чекановский, Бикей, Стениха, Сухой.
В марте 2014 года законом Иркутской области в границы г. Братска была включена территория Новой Стенихи.

## Физико-географическая характеристика

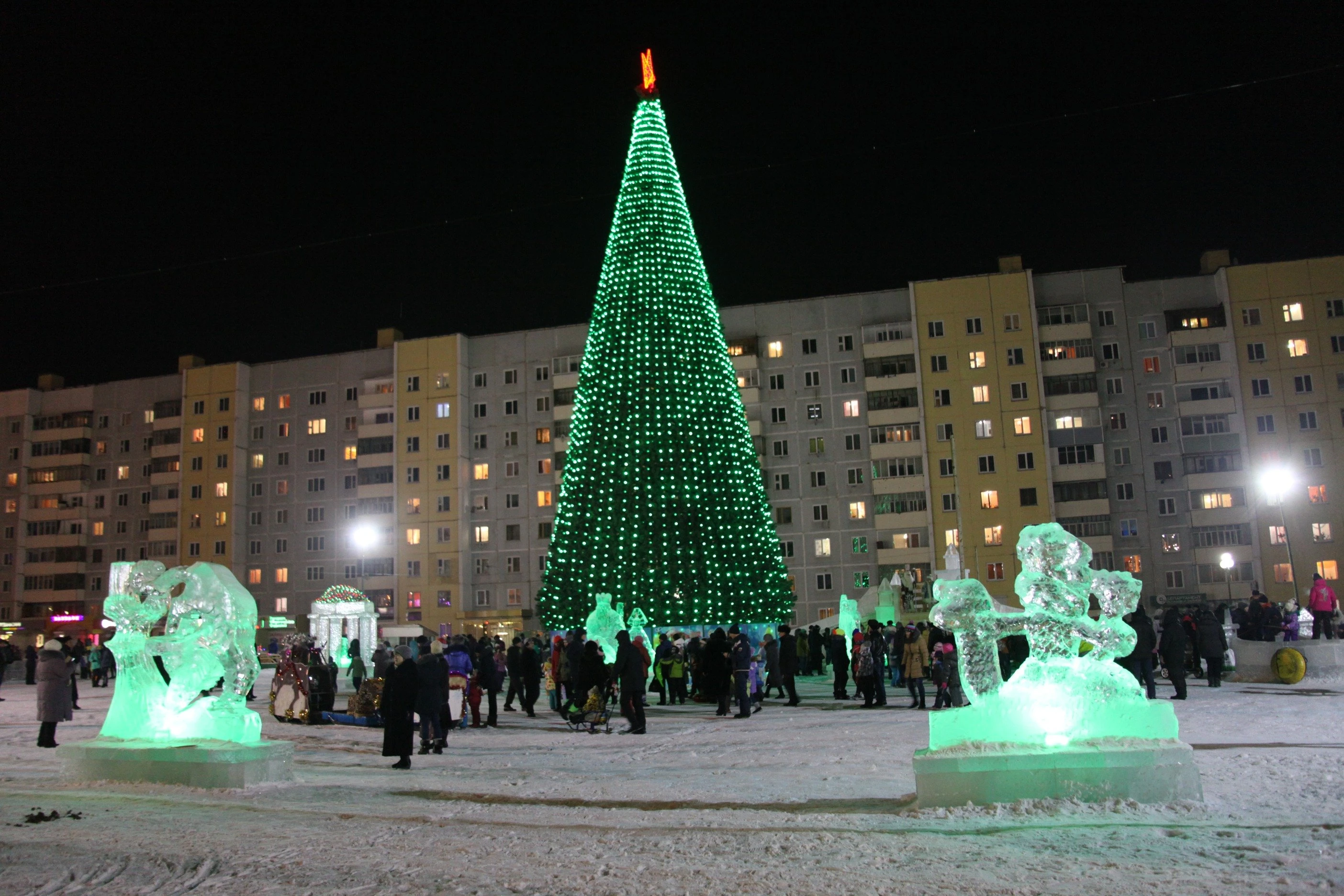
Новогодний мемориал Братска

### География
Расстояние до областного центра — города Иркутска:
- 983 км по железной дороге (Братск — Тайшет — Иркутск)
- 618 км по автомобильной дороге (Братск — Тулун — Иркутск)
- 460 км по прямой[источник не указан 1044 дня]

Расстояние до Красноярска:
- 1000 км по автомобильной дороге
- 544 км по прямой[источник не указан 1044 дня]

Географическое расположение Братска обусловило его статус северных ворот Дальнего Востока. Город расположен в центре Восточно-Сибирского региона России в центральной части Ангарского кряжа на берегу Братского водохранилища на пересечении важнейших коммуникаций (железнодорожных (БАМ), водных, автомобильных, авиационных, информационных), связывающих европейский и азиатский континенты с севером Восточной Сибири и Якутии, что является основой для его экономического, социального и культурного развития. В городе находится аэропорт, имеющий статус международного. Братск связан железнодорожными магистралями (БАМ) с городами центральной части России, Сибири, Якутии, Забайкалья, Дальнего Востока. Главные автодороги: Тулун — Братск — Усть-Кут (в составе федеральной магистрали А 331 «Вилюй» с проектируемым продолжением до Якутска), Тайшет — Чунский — Братск, Братск — Усть-Илимск. Протяжённость города вдоль побережья водохранилища составляет 65 км.

### Климат
Климат резко континентальный с продолжительной суровой зимой (до —35-50 °С) и коротким жарким летом (до +25-30 °С). Отопительный сезон продолжается 246 суток. Братск относится к территориям, приравненным к районам Крайнего Севера. Выпадает около 370 мм осадков в год.
| Показатель                    | Янв.  | Фев.  | Март  | Апр.  | Май   | Июнь | Июль | Авг. | Сен. | Окт.  | Нояб. | Дек.  | Год   |
| ----------------------------- | ----- | ----- | ----- | ----- | ----- | ---- | ---- | ---- | ---- | ----- | ----- | ----- | ----- |
| Абсолютный максимум, °C       | 3,8   | 7,4   | 14,9  | 22,8  | 34,2  | 36,1 | 35,2 | 32,5 | 27,5 | 23,2  | 12,0  | 6,6   | 36,1  |
| Средний суточный максимум, °C | −18   | −12   | −5    | 4     | 13    | 22   | 24   | 21   | 13   | 3     | −10   | −16   | 3     |
| Средняя температура, °C       | −22,7 | −20   | −11   | −0,5  | 7,3   | 14,6 | 18,0 | 15,0 | 7,8  | −0,7  | −11,6 | −20,7 | −2    |
| Средний суточный минимум, °C  | −30   | −27   | −17   | −6    | 2     | 8    | 13   | 10   | 3    | −3    | −15   | −27   | −7    |
| Абсолютный минимум, °C        | −50,9 | −49,8 | −44,1 | −32,3 | −14,1 | −5,2 | 1,5  | −2,8 | −8,1 | −26,4 | −43,9 | −50,7 | −50,9 |
| Норма осадков, мм             | 15    | 11    | 10    | 16    | 27    | 48   | 72   | 67   | 38   | 24    | 22    | 19    | 369   |
| Источник:                     |       |       |       |       |       |      |      |      |      |       |       |       |       |

### Орография
Город находится в пределах первой трети Ангарского хребта, протянувшегося от города Нижнеудинска и до реки Нижней Тунгуски и представляющего собой полосу возвышенностей, образованных системой трапповых массивов на цоколе общего поднятия. Трапповые массивы, образованные в результате остывания магмы, носят местное название — хребты. В границах города как рубеж между его южной и северной частями расположен хребет Пороги. С самого юга город обрамляет, находясь за его чертой, Долгий хребет. К правобережной части города с юга примыкает трапповый холм с вершинами Осиновой и Рудником. Сложенные осадочными породами понижения между хребтами, холмами, занимают логи и долины рек и ручьёв.
Самые высокие вершины находятся на хребте Пороги — 618,3 м и возле железнодорожного остановочного пункта Моргудон — 618,5 м. Самые низкие отметки — у береговой линии водных объектов. У восточной границы уровень верхнего бьефа Братского водохранилища равен 402 м нижнего бьефа — Усть-Илимского водохранилища — 296,0 м. У западной границы города — урез воды реки Вихоревой изменяется от 343,7 м на юге до 325,6 м на севере.

### Гидрография
Крупнейшие водные объекты на территории города относятся к бассейну реки Енисея (Карского моря) — Братское и Усть-Илимское водохранилища, образованные на реке Ангаре, и река Вихорева.
Братское водохранилище представлено в границах города трёхсотметровой полосой вдоль её береговой линии, заливом Сухой Лог и заливами, ограниченными условной прямой, проходящей от мыса Хребтовый у хребта Пороги и на юго-запад до мыса Комсомольск. Участок Усть-Илимского водохранилища занимает акваторию от плотины Братской ГЭС и до северной береговой линии острова Зуй. Справа в Братское водохранилище впадает ручей Сеть, в Усть-Илимское водохранилище впадают ручьи Глубокий, Новый Подвыезд, Лужки.
При образовании водохранилища были затоплены сухие лога и лога с временными водотоками, на их месте образовались заливы, некоторые из них сохранили старые названия логов (заливы Дунаевка, Сухой Лог, Дондир, Зяба), другие были переименованы (Курчатова, Пионерский, на месте лога Турока по названию мыса возник залив Пурсей).
Река Вихорева имеет среднюю скорость 0,5 м/с, глубину до 3 м, ширину до 30 м. В реку Вихорева справа впадают ручьи Булак 3-й, Галачинский, Пустошь, Сенькин, малая река Мостовая, слева впадает ручей Чумахай.
Небольшие старичные озёра и болота (заболоченные участки) встречаются только в пойме реки Вихорева.

### Растительность
В растительности территории города выделяются лесные массивы естественного происхождения и городские посадки. Доминирующей породой в лесных массивах естественного происхождения является сосна обыкновенная — 57 % от общего состава древостоя, берёза повислая и берёза пушистая составляют 17 %, лиственница сибирская — 6 %, осина — 16 %, в гораздо меньших количествах встречаются ель обыкновенная, ель сибирская, ива серебристая, ольха кустарниковая, рябина обыкновенная и рябина сибирская.
Внутригородская растительность представляет собой искусственно созданные сообщества, которые не являются саморегулирующими системами, они нуждаются в постоянном уходе, которого в большинстве случаев не получают. Преобладающей породой в составе городских посадок является тополь бальзамический, тополь душистый — 67 %. В значительно меньших количествах представлены берёза повислая и берёза пушистая — 11 %, карагана древовидная — 6 %, вяз приземистый — 4 %, рябина сибирская — 4 %, лиственница сибирская — 3 %, яблоня ягодная — 3 % от общего количества. Остальные представители деревьев и кустарников составляют 2 % и менее от общего количества.

## Население
| 1959     | 1962     | 1967     | 1970     | 1973     | 1975     | 1976     | 1979     | 1982     | 1985     | 1986     |
| -------- | -------- | -------- | -------- | -------- | -------- | -------- | -------- | -------- | -------- | -------- |
| 51 455   | ↗82 000  | ↗122 000 | ↗155 362 | ↗175 000 | ↗195 000 | →195 000 | ↗213 725 | ↗227 000 | ↗274 000 | ↘245 000 |
| 1987     | 1989     | 1990     | 1991     | 1992     | 1993     | 1994     | 1995     | 1996     | 1997     | 1998     |
| ↗249 000 | ↗255 705 | ↗288 000 | ↗289 000 | →289 000 | →289 000 | ↘288 000 | ↘285 000 | ↘284 000 | ↘255 000 | ↗281 000 |
| 1999     | 2000     | 2001     | 2002     | 2003     | 2004     | 2005     | 2006     | 2007     | 2008     | 2009     |
| ↘252 500 | ↗277 600 | ↗278 800 | ↘259 335 | ↘259 300 | ↘257 900 | ↘256 600 | ↘254 900 | ↘253 100 | ↘252 000 | ↘251 044 |
| 2010     | 2011     | 2012     | 2013     | 2014     | 2015     | 2016     | 2017     | 2018     | 2019     | 2020     |
| ↘246 319 | ↗246 345 | ↘243 926 | ↘241 273 | ↘238 825 | ↘236 313 | ↘234 147 | ↘231 602 | ↘229 286 | ↘227 467 | ↘226 269 |
| 2021     | 2024     | 2025     |          |          |          |          |          |          |          |          |
| ↘224 071 | ↘220 097 | ↘219 365 |          |          |          |          |          |          |          |          |

На 1 января 2025 года по численности населения город находился на 89-м месте из 1124 городов Российской Федерации.
Братск — относительно молодой город, средний возраст жителей города — 36 лет, дети в возрасте до 17 лет составляют около 20 %
Братск является многонациональным городом, в котором проживают представители 80 этнических групп. По данным Всероссийской переписи населения 2010 года, в Братске проживали: русские — 224 975 чел., украинцы — 4 654 чел., белорусы — 1 572 чел., татары — 1 376 чел., киргизы — 760 чел., армяне — 744 чел., таджики — 610 чел., азербайджанцы — 606 чел., чуваши — 465 чел., мордва — 386 чел., немцы — 376 чел., буряты — 291 чел., башкиры — 189 чел., марийцы — 161 чел., цыгане — 156 чел., поляки — 146 чел., литовцы — 98 чел.

## Административное деление
Город сложился из отдельных посёлков и ныне состоит из нескольких жилых районов, отдалённых друг от друга на значительные расстояния. По генеральному плану 1958-61 годов выделены промышленная и жилая зоны, а также зона отдыха, построены Дом Советов, кинотеатры и другие здания. Жилые микрорайоны с панельной и кирпичной застройкой в 2-14 этажей, со школами, детскими учреждениями группируются вокруг сохранившихся участков тайги.
Согласно Закону «Об административно-территориальном устройстве Иркутской области», город разделён на следующие административно-территориальные образования: Центральный, Падунский и Правобережный районы, созданные с учётом исторических, географических, градостроительных особенностей, численности населения, социально-экономических характеристик, расположения транспортных коммуникаций, наличия инженерной инфраструктуры.
Для административного управления соответствующими районами образованы комитеты по управлению территориальными районами. Районы включают микрорайоны (жилые районы), в том числе бывшие населённые пункты, вошедшие в городскую черту Братска.

## Экономика
Функционирует 18 банков, 10 страховых компаний, Сибирский научно-исследовательский институт лесной и целлюлозно-бумажной промышленности (до 1992 года — Сибирский научно-исследовательский институт целлюлозы и картона (СибНИИЦК)) в настоящее время фактически прекратил своё существование, так как с апреля 2014 г. был продан и вошёл в состав ОАО "Группа «Илим», Братский государственный университет (ранее — Братский индустриальный институт, Братский государственный технический университет), ряд филиалов других высших учебных заведений, 47 средних, 11 средних специальных учебных заведений, 56 дошкольных образовательных учреждений, 21 учреждение здравоохранения, ряд учреждений культуры, спорта и отдыха, имеется хорошо развитая сеть предприятий торговли и бытового обслуживания.

### Промышленность
- Филиалы ОАО «Иркутскэнерго»:
  - Братская ГЭС;
  - Иркутская ТЭЦ-6;
  - Участок ТИТС (Иркутская ТЭЦ-7);
  - Братские тепловые сети.

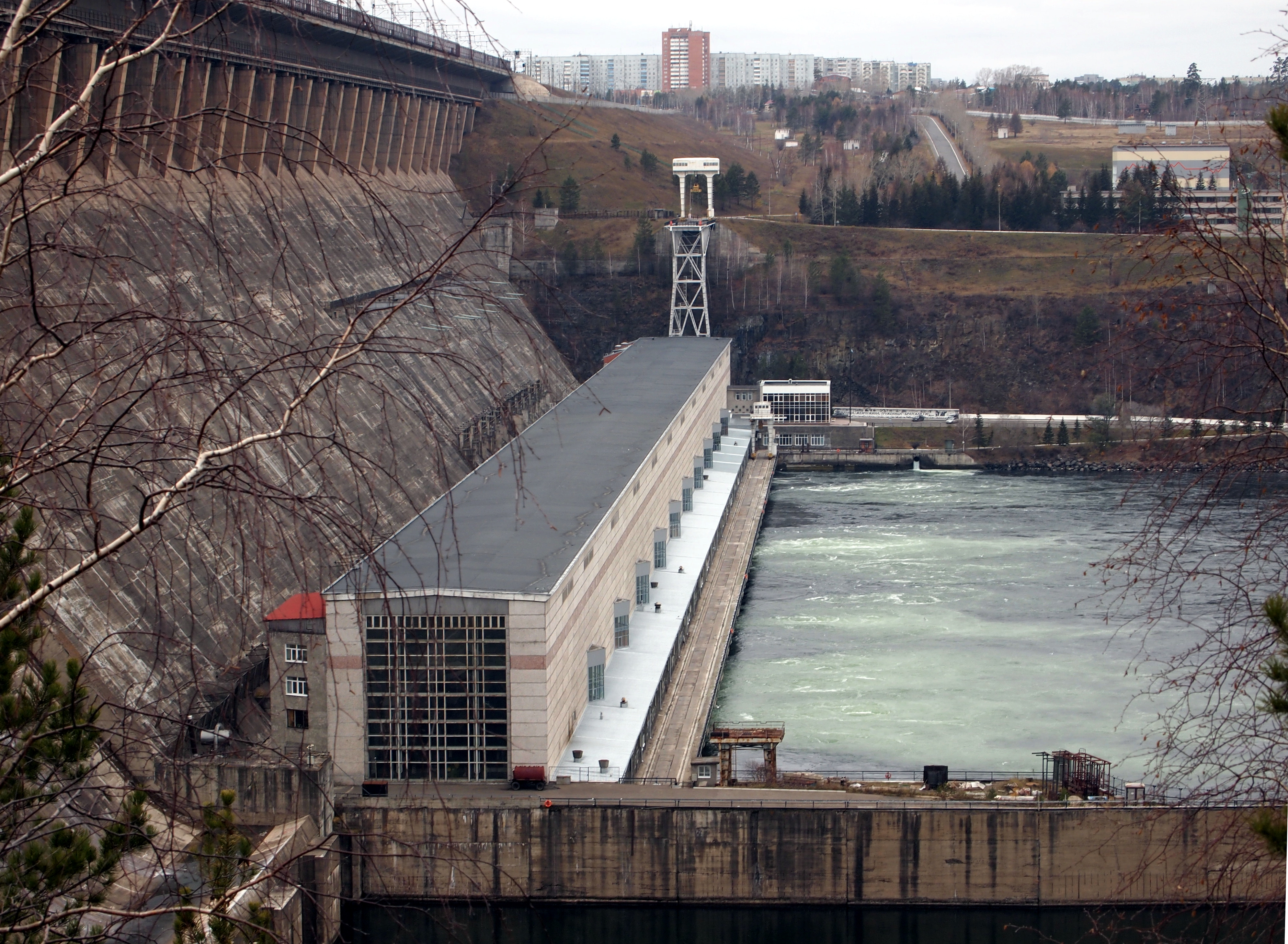
Братская ГЭС с видом на жилой район Энергетик

- Братский алюминиевый завод (БрАЗ) (ОАО «Русал — Братск», принадлежит компании «Русал»).
- Завод ферросплавов (ОАО «Братский завод ферросплавов», принадлежит компании «Мечел»).
- Братский лесопромышленный комплекс (БЛПК) в составе:
  - Филиал АО "Группа «Илим» в г. Братске (50 % акций филиал АО "Группа «Илим») и (50 % акций компании International Paper США);
  - Хлорный завод (входит в состав АО "Группа «Илим» в г. Братске).
  - Завод по производству фанеры (филиал ООО «Илим Тимбер» в г. Братск);
  - Лесопильно-деревоперерабатывающий завод (ЛДЗ);
- ООО «Транснефть-Восток», дочернее предприятие ОАО АК «Транснефть»;
- АО «Связьтранснефть» Прибайкальское ПТУС-обеспечение связью объектов магистрального нефтепровода.
- ООО «Комбинат Братскжелезобетон» (ООО «КБЖБ»);
- Строительная компания ООО «Инстрой»;
- Отопительное оборудование «Промышленная металлургия» (бывший завод «Сибтепломаш»);
- Северные электрические сети (филиал ОАО «Иркутская электросетевая компания»);
- ЗАО «Братская электросетевая компания»;
- ООО «Братское монтажное управление „Гидроэлектромонтаж“»;
- ОАО «Падун-Хлеб»;
- ООО «Хлебозавод Нива»;
- Завод слабоалкогольных и безалкогольных напитков ЗАО «Гелиос»;
- Хозяйство «Гелиос» (производство кисло-молочных, колбасных изделий);
- ЗАО «Братская птицефабрика»;
- ООО «Агрофирма „Пурсей“»;
- МП «Водоканал»;
- Завод безалкогольных напитков ООО «Master Тea»;
- Братский деревообрабатывающий завод;
- АО Братский завод металлоконструкций;
- Братский завод мобильных конструкций;
- ООО «Братск Профиль» — производство профильного металлического листа;
- Завод мобильных зданий «Сава сервис»;
- ООО «Ресурсы Сибири» — производство стеновых и кровельных сэндвич-панелей;
- Кондитерская фабрика «Орешница»;
- Сибирский завод древесных плит;
- Рубеж НПО (производство систем безопасности);
- ООО «Сибирские сладости» (производство кондитерских изделий);
- ПТК «Полимер» (производство пластиковых ёмкостей, баков, чаш бассейнов, прудов);
- ООО «Компар» (производство высокопрочной композитной арматуры);
- ООО «Буран» (производство изделий из жести)
- Snowjeep (ПТК «Голицын») — производство экранолётов, аэросаней, аэроботов
- ПТК «Империя» завод светопрозрачных конструкций, производство мебели.

### Транспорт
Транспорт:

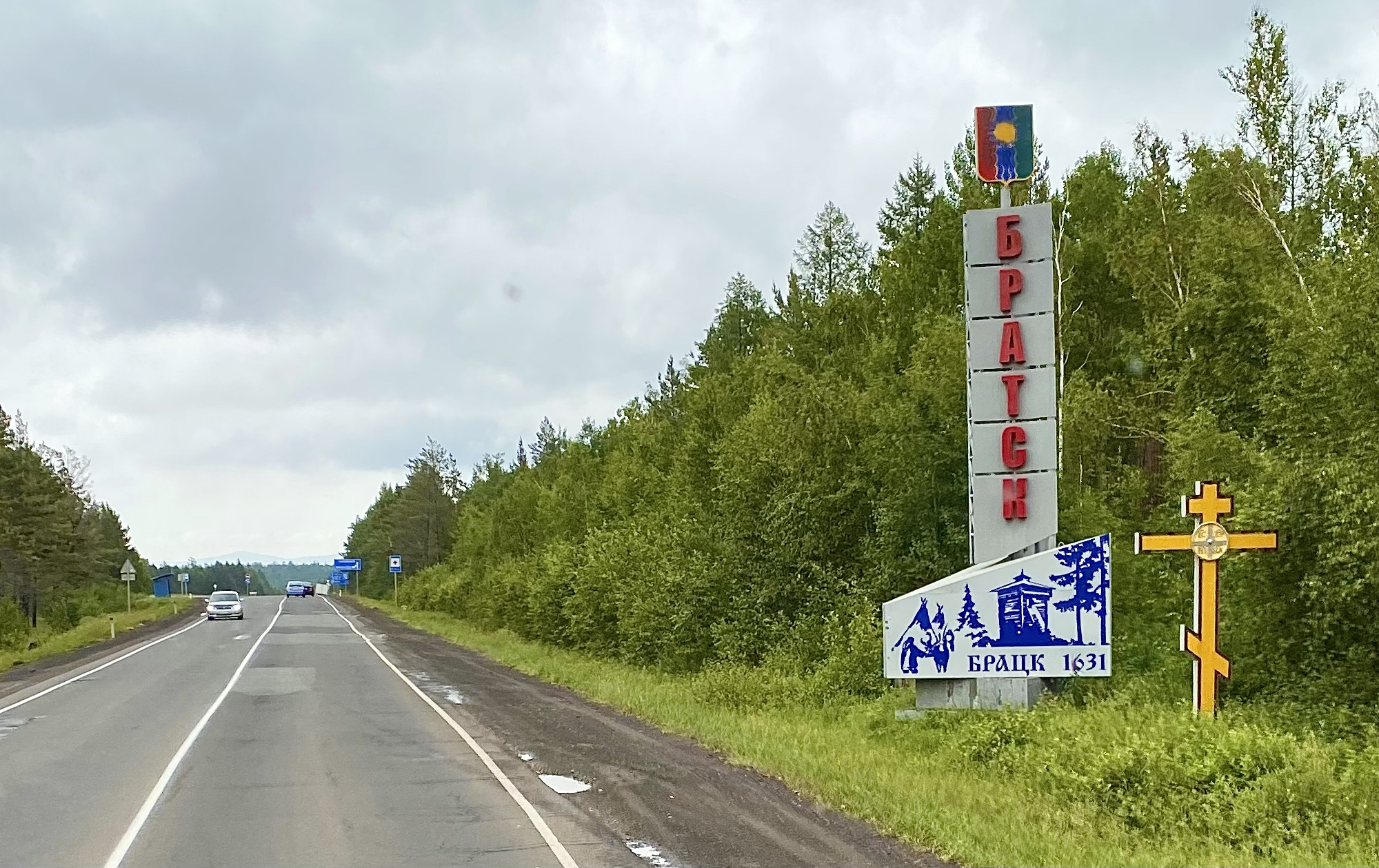
Стела при въезде в Братск

- Аэропорт Братск расположен на территории Братского района. Автомобильным транспортом — в 35 минутах езды от Центрального и Правобережного районов, в 10 минутах — от Падунского района
- Речной порт Братск (в период летней навигации обслуживается теплоходами «Метеор»)

Действуют постоянные автобусные сообщения между жилыми районами.
В Центральном районе города действуют троллейбусные линии (см. Братский троллейбус).

### Кредитные рейтинги
Рейтинговое агентство АКРА в 2017 году присвоило Братску кредитный рейтинг BBB(RU) со стабильным прогнозом. Рейтинг подтверждается дважды в год (2018—2025).

## Образование
В городе открыты высшие учебные заведения:
- Братский государственный университет
- филиал Байкальского государственного университета
- филиал Московской академии экономики и права

Средние специальные учебные заведения:
- Областное государственное бюджетное профессиональное образовательное учреждение «Братский медицинский колледж» (ОГБПОУ БМК)
- Братский целлюлозно-бумажный колледж ФГОУ ВО БрГУ
- Братский индустриально-металлургический техникум
- Братский промышленно-гуманитарный техникум
- Братский профессиональный техникум
- Братский педагогический колледж Братского государственного университета
- Братский педагогический колледж
- Братский Торгово-Экономический Колледж — филиал ГОУ ВПО «БГУЭП» в г. Братске
- Братское музыкальное училище
- Братский политехнический колледж (БрПК)

## Культура

### Кинотеатры
- Кинотеатр «Чарли» (Центральный район)
- Кинотеатр «Голливуд» (Посёлок Энергетик)
- Кинотеатр «Романтик» (Падунский район)

### Театры
- Драматический театр Братска
- Братский театр кукол «Тирлямы»
- Камерный театр «9 идея»
- Детский музыкальный театр «Трубадур»

### Музеи

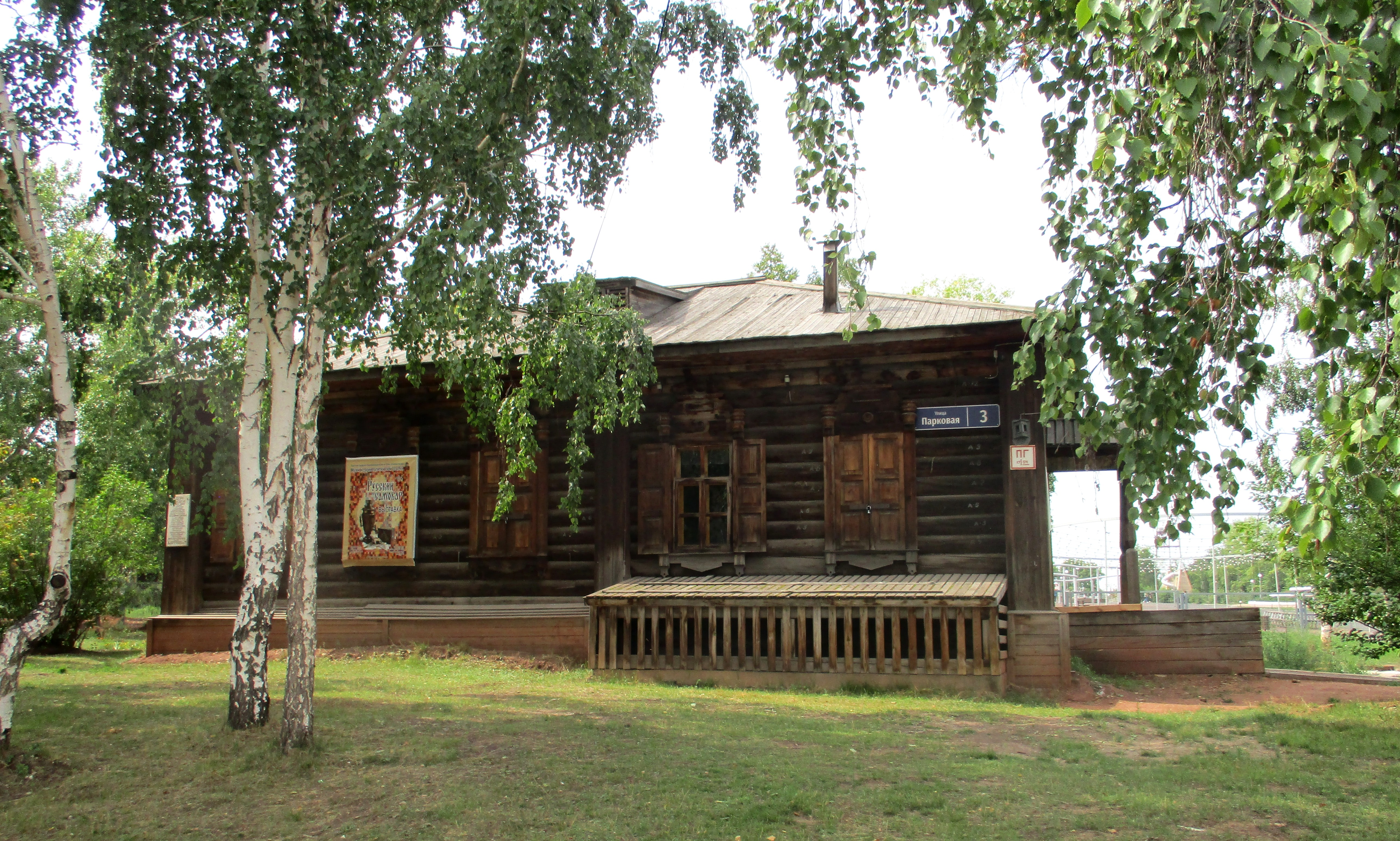
Музей истории политической ссылки

- Братский городской объединённый музей истории освоения Ангары, состоящий из филиалов: Музей истории Братскгэсстроя и города Братска; Архитектурно-этнографический музей под открытым небом «Ангарская деревня»; Братский художественный выставочный зал; Музей истории политической ссылки (в народе именуется «Дом-музей Рябикова»
- Военно-исторический музей школы № 1
- Музей истории и технологии БЛПК
- Братский музей света

### Учреждения культурно-досугового типа
- Развлекательно-досуговый центр «Формула»
- Театрально-концертный центр «Братск-Арт»
- Дворец искусств города Братска[61]
- Культурно-досуговый центр «Современник».
- ДК «Транспортный строитель»
- Дворец Творчества детей и Молодёжи (ДТДиМ)
- Дворец детского и юношеского творчества (ДДЮТ)

## Религия

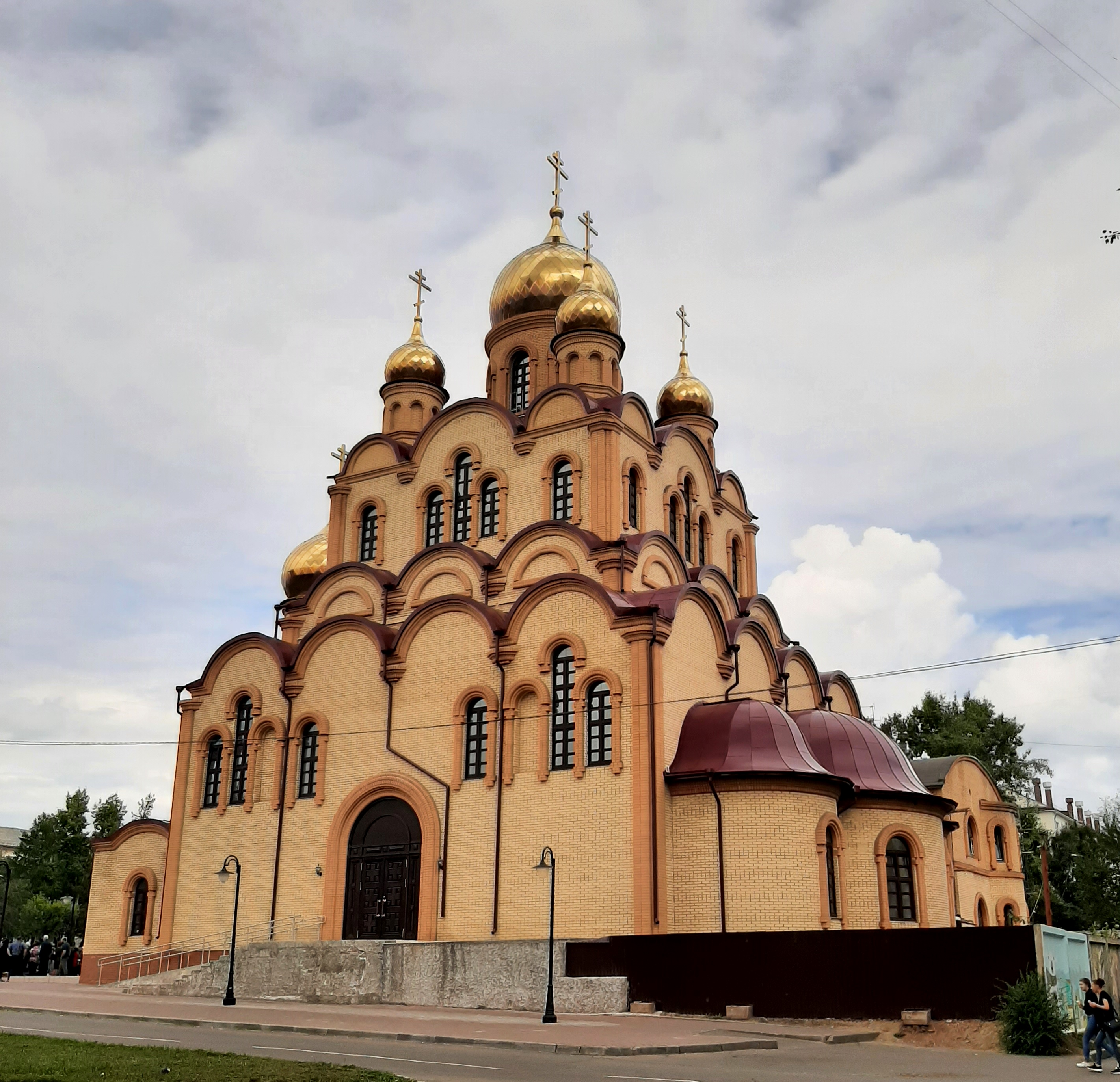
Храм Рождества Христова

В Братске действует около 25 религиозных организаций. Русская православная церковь объединяет 7 храмов и 3 часовни Братской епархии, которая входит в состав Иркутской митрополии. Главный кафедральный собор с 2011 года — Собор Рождества Христова (Братск)
На конец 2022 года православная епархия разделена на 6 церковных округов:
- 1-е Братское благочиние
- 2-е Братское благочиние
- Казачинско-Ленское благочиние
- Нижнеилимское благочиние
- Усть-Илимское благочиние
- Усть-Кутское благочиние

## Спорт
Братск входит в число крупнейших спортивных центров Сибирского федерального округа и реализует федеральную концепцию развития физической культуры и спорта. В городе действует 275 спортсооружений, в том числе 81 спортзал, 5 плавательных бассейнов и 4 стадиона. На сегодняшний день регулярно занимается физкультурой и спортом 17,5 % городского населения, или 44,5 тыс. человек, в том числе 1500 — по месту жительства. Более 4,5 тыс. школьников — почти 19 % детского населения города — регулярно занимаются в различных спортивных секциях. Действует картодром. Зимой — горнолыжные трассы на горах «Орехов камень» и «Пихтовая».
В городе действуют федерации по 40 видам спорта, есть победители мировых и европейских соревнований, участники и призёры Олимпийских игр. Более 33[уточнить] братчан входят в сборные команд России по различным видам спорта. Ежегодно в Братске проводится около 470 спортивных соревнований, в которых принимают участие более 37 тысяч человек.
Со дня открытия в 1971 году на братской санной трассе были подготовлены 12 мастеров спорта международного класса, около 100 мастеров спорта СССР и России. Среди наиболее весомых достижений братчан олимпийские награды — серебряная медаль Александра Зубкова на XX зимних Олимпийских играх в Турине-2006, серебряные медали Альберта Демченко на XX зимних Олимпийских играх в Турине-2006 и XXII зимних Олимпийских играх в Сочи-2014, бронзовая медаль Валерия Дудина на XIV зимних Олимпийских играх в Сараево-1984.
Десять воспитанников братской саночной школы стали победителями и призёрами на первенствах мира и Европы, 36 — становились чемпионами СССР и России.В 2008 году в Чезано (Италия) звание победителей пятого этапа Кубка мира и титул чемпионов Европы впервые в российском бобслее завоевали россияне — Александр Зубков и Алексей Воевода. Первое место братчанина Сергея Старченко на чемпионате мира среди лыжников-любителей, который проходил в марте 2008 года в США.
В Братске активно развивается велосипедное движение в целом и велоспорт в частности. При поддержке администрации города ведётся строительство байк-парка «Пихтовый» для даунхила, фрирайда и кросс-кантри, энтузиастами строится велотрасса Сосновый бор. Из города стартует уникальный в России по сложности и идеологии веломарафон «Северный Байкал», проходящий по маршруту Братск-Северобайкальск. По правилам марафона, спортсмены должны преодолеть дистанцию в 700 км за 72 часа без всякой помощи со стороны, за исключением справок о направлении движения и питании в кафе. Трасса марафона проходит по малообжитым местам, сложному холмистому рельефу и на 70 % состоит из гравийных и грунтовых дорог федерального значения. Ежегодно марафон собирает участников со всех уголков России и Сибири. Братский велогонщик Сергей Гурковский в составе команды «лдпр велобратск.ру» занял первое место в международном многодневном веломарафоне «Транс-Байкал 2011».
Братчанка Нона Валерьевна Савина — гроссмейстер, чемпионка России по международным шашкам среди женщин 2001 года в молниеносной игре.

## СМИ

### Интернет-издания
- Сетевое издание «Новости Братска»

### Пресса
- Еженедельная газета «Вечерний Братск» (распространяется бесплатно)
- Общественно-политическая газета «Знамя»
- Информационное агентство «Пресс*Мен» (газеты «Братское обозрение», «Поехали!», «Братская ярмарка»)
- Информационное агентство «СибИнформ» (газеты «Братский лесохимик», «Рабочая смена» (с 2015 г. «Рабочая смена» переименовалась в «Братский лесохимик», а фактически прежний «Братский лесохимик» перестал существовать))
- Журнал для бизнеса «Цены Братска» (распространяется бесплатно)
- Газета «Огни Ангары»

### Аналоговые и Местное телевидение
Братский филиал ФГУП «РТРС» обеспечивает на территории города приём первого и второго мультиплексов цифрового эфирного телевидения России (30 ТВК, 38 ТВК).
| ТВК | Частота   | Название                  |
| --- | --------- | ------------------------- |
| 2   | 59,25 МГц | ТРК БРАТСК                |
| 30  | 546 МГц   | РТРС-1 цифра DVB-T2 (1мп) |
| 38  | 610 МГц   | РТРС-2 цифра DVB-T2 (2мп) |

### Цифровое эфирное телевидение
Все 20 каналов для мультиплекса РТРС-1 и РТРС-2; Пакет радиоканал, включает: «Вести FМ», «Радио Маяк», «Радио России / ГТРК Иркутск».
- Пакет телеканалов РТРС-1 (телевизионный канал 30, частота 546 МГц), включает: «Первый Канал», «Россия 1 / ГТРК Иркутск», «Матч ТВ», «НТВ», «Пятый Канал», «Россия К», «Россия 24 / ГТРК Иркутск», «Карусель», «ОТР», «ТВЦ».
- Пакет телеканалов РТРС-2 (телевизионный канал 38, частота 610 МГц), включает: «РЕН ТВ», «СПАС», «СТС», «Домашний», «ТВ3», «Пятница!», «Звезда», «Мир», «ТНТ», «МУЗ-ТВ».

### Кабельное телевидение
Функционируют 3 сети кабельного телевидения: «Тарио» и «Телеос-1», «Орион телеком».
- Общедоступный региональный телеканал («21-я кнопка»): телекомпания «АИСТ ТВ».
- Общедоступный муниципальные телеканал («22-я кнопка»): телекомпания «БСТ24» (г. Братск). на 28 Декабря 2020 года.
- Мобильный интернет-телевидение: телекомпании «БСТ24» на Регионального ТВ-онлайн в приложение «RUTUBE» на 8 Октября 2021 года.
- Мобильный интернет-телевидение: телекомпании «БСТ24» на Трансляции ТВ-онлайн в приложение «Телеграм» на Октября 2020 года.

### Радиостанции
| Частота   | Называние                            |
| --------- | ------------------------------------ |
| 72.02 УКВ | (Молчит) Радио России / ГТРК Иркутск |
| 93.9 FM   | Радио МСМ                            |
| 94.3 FM   | Радио Дача                           |
| 98.7 FM   | (ПЛАН) Радио Родных Дорог            |
| 99.1 FM   | Радио России / ГТРК Иркутск          |
| 99.5 FM   | Радио Комсомольская правда           |
| 99.9 FM   | Радио Маяк                           |
| 100.3 FM  | Вести FM                             |
| 100.7 FM  | Радио Мир                            |
| 101.2 FM  | Европа Плюс / БСТ 24 (г. Братск)     |
| 101.7 FM  | Радио ENERGY                         |
| 102.1 FM  | Радио Шансон                         |
| 102.9 FM  | Авторадио / ТРК Братск               |
| 103.5 FM  | Радио Голос Ангары                   |
| 104.1 FM  | Русское радио                        |
| 104.6 FM  | Радио Пи FM                          |
| 105.3 FM  | Старое Доброе Радио                  |
| 106.3 FM  | Дорожное радио                       |
| 106.8 FM  | Радио Искатель                       |
| 107.2 FM  | Радио Вера                           |
| 107.7 FM  | Юмор FM                              |

## Экологическая обстановка
Одной из существенных проблем города является неблагоприятное состояние окружающей среды. Входит в 15 самых грязных городов России по оценкам экологов.
Высокий уровень загрязнения воздуха, основными источниками которого являются:
- Братский алюминиевый завод;
- Братский завод ферросплавов;
- Братский лесопромышленный комплекс (ОАО «Группа „Илим“»);
- ТЭЦ ОАО «Иркутскэнерго»;
- Лесные пожары, происходящие каждые весну и лето. Длятся от двух недель до 4 месяцев.

По данным ГУ «Иркутский центр по гидрометеорологии и мониторингу окружающей среды с региональными функциями» министерства природных ресурсов и экологии Российской Федерации в городе Братске зафиксировано превышение предельно допустимой концентрации:
- сероводорода — в 1,3 раза;
- формальдегида — в 3,7 раза;
- фтороводорода — в 1,2 раза;.

Потенциальную опасность представляет хлорный завод.
Основными загрязнителями атмосферного воздуха являются предприятия цветной металлургии, лесопереработки, энергетики, автотранспорт. Одной из важнейших причин неблагоприятного экологического положения центрального района города является роза ветров, в которой доминируют западные, южные и юго-западные ветра: именно на этих направлениях от города и находятся производства.

## Города-побратимы
| Страна   | Город-побратим | Год установления связи |
| -------- | -------------- | ---------------------- |
| Япония   | Нанао          | 1970                   |
| Китай    | Цзыбо          | 2007                   |
| Россия   | Саки           | 2015                   |
| Беларусь | Брест          | 2023                   |